# Вучетић
Вучетић је српско и хрватско презиме словенског порекла настало од мушког имена Вучета. Може се односити на:
- Иван Вучетич (1858 – 1925) био је хрватско-аргентински антрополог и полицијски службеник који је био пионир употребе дактилоскопије (идентификације отиска прста)
- Марко Вучетић (рођен 1986), српски фудбалер